# Giovanni Battista Pentasuglia
Giovanni Battista Pentasuglia (né à Matera le 3 novembre 1821, mort dans la même ville le 4 novembre 1880), souvent appelé Giambattista Pentasuglia est un patriote et homme politique italien.
Il a participé à de nombreuses guerres pour l'unification de l'Italie et a occupé des postes importants dans le domaine naissant de la télégraphie. Il est le seul Lucanien qui a participé à la expédition des Mille dès son début.

## Biographie
Fils de Giuseppe et Concetta Buonsanti, Giambattista Pentasuglia a grandi dans une famille noble qui voulait le diriger vers la vie ecclésiastique. Jeune il a été séminariste à Matera et a rejoint la loge maçonnique du Grand Orient d'Italie. Giambattista Pentasuglia a abandonné la voie ecclésiastique chère à ses parents en faveur des idéaux du Risorgimento et s'est enrôlé à Naples pour la première guerre d'indépendance italienne (1848) contre l'Autriche, où il est blessé à la bataille de Trévise.
Dans l'impossibilité de rentrer à cause de ses idées libérales, il s'installe à Turin, où il   fréquente l'université et devient diplômé en physique. Il devient instructeur des étudiants télégraphistes et est nommé inspecteur des bureaux télégraphiques dans le génie militaire du Piémont. Pendant la deuxième guerre d'indépendance italienne (1859), il est affecté au quartier général de Napoléon III, avec la tâche de superviser le service télégraphique.
En 1860, il est enrôlé dans la expédition des Mille du général Giuseppe Garibaldi. Arrivé à Marsala, Pentasuglia  occupe le bureau de télégraphe (qui a envoyé l'alarme à Palerme pour le repérage des  navires garibaldiens) et il a communiqué la fausse nouvelle qu'ils seraient des navires de commerce et que tout était normal, ainsi l'armée Bourbon a été prise par surprise. Après l'unification de l'Italie, il a été nommé inspecteur général des télégraphes et élu député du parlement du royaume.
Il a participé aussi à la Troisième guerre d'Indépendance italienne (1866) et, une fois terminé, est retourné définitivement à Matera, en travaillent comme inspecteur en chef des télégraphes. Il a conçu le câble télégraphique sous-marin entre la Sicile et la Sardaigne et un autre dans le détroit de Messine.
Pentasuglia est mort à Matera en 1880.
Le 17 mars 2011, à l'occasion des célébrations pour le 150e anniversaire de l'unification de l'Italie, son buste en bronze a été inauguré dans les jardins municipaux de Matera, travail de l'artiste et petit-fils, Raffaele Pentasuglia.

## Distinctions
| : Commandeur de l’Ordre des Saints-Maurice-et-Lazare |

## Sources
- (it) Cet article est partiellement ou en totalité issu de l’article de Wikipédia en italien intitulé « Giambattista Pentasuglia » (voir la liste des auteurs).